# معوية قاسية
معوية قاسية (الاسم العلمي: Enterococcus durans) هي نوع من البكتيريا تتبع جنس المكورة المعوية من فصيلة المكورات المعوية. وهي إيجابية الجرام وسلبية الكاتالاز والأوكسيديز وهي من المكورات البكتيرية. قبل عام 1984 كانت تعرف باسم العقدية القاسية (الاسم العلمي:Streptococcus durans).